# José de Jesús Ravelo
José de Jesús Ravelo (alias Chuchú) (21 de marzo de 1876 - 2 de diciembre de 1951) fue un compositor dominicano, autor del oratorio "La muerte de Cristo" y otras obras de  orientación ecléctica.

## Carrera
José de Jesús Ravelo fue autodidacta  y con vasta cultura musical, alumno del Maestro Juan Francisco Pereyra. Se desempeñó como director de la banda Pacificador entre 1894 y 1910, también fue profesor de canto en la Escuela Normal, el Instituto Salomé Ureña y en el Colegio Santo Tomás. Fundador y director del Liceo Musical (luego Conservatorio Nacional de Música) desde 1908 hasta su desparición en 1942. Ese mismo año fundó, con sus hermanos y un grupo de amigos el Octeto del Casino de la Juventud, que luego pasaría a convertirse en 1932 en la Orquesta de la Sociedad de Conciertos, esta última se convertiría en la actual Orquesta Sinfónica Nacional. Desde su fundación, Ravelo fue el director de estas agrupaciones, que contribuyeron grandemente al desarrollo de la cultura musical dominicana.
En 1928 fungió como presidente del Primer Congreso Dominicano de Música; en 1931 fue director artístico de la estación HIX, y en 1934 publicó un trabajo histórico titulado Historia de los Himnos Dominicanos. También fue director de la Banda Municipal.

### Como compositor
Su pasión era principalmente escribir música religiosa, aunque su vasta producción musical comprende obras de todos los géneros: tales como, vals, romanzas para canto y piano, música de cámara, música para banda y orquesta, motetes, misas y oratorios.

## Muerte y legado
José de Jesús Ravelo falleció el 2 de diciembre de 1951 en Santo Domingo.
Dejó tres hijos : Fernando Eustaquio Ravelo de la Fuente (abogado - juez de la Suprema Corte de Justicia Dominicana), José (Pepito) Ravelo de la Fuente (laboratorista) y, Julio Ravelo de la Fuente (agrimensor)  y una hija, Carmen Eloisa.{citarequerida} , su esposa se llamaba Josefa de la Fuente Caro
En el trayecto de su vida José de Jesús Ravelo se dedicó a promover la música y dejó varias obras musicales, pero sin lugar a dudas la más exitosa y más comentada por la crítica dominicana y extranjera ha sido el oratorio "La muerte de Cristo", cuya partitura fue impresa en 1941 en la ciudad de New York, por la Casa Schrimer Press. Otras obras de José de Jesús Ravelo fueron publicadas en 1951 por la Gilprint Company.
El Ayuntamiento del Distrito Nacional, de la República Dominicana nombró una calle de Santo Domingo, específicamente en el sector Villa Francisca en su honor, la calle es conocida popularmente como "La Ravelo".